# Anthropoider Sarkophag des Priesters Piay

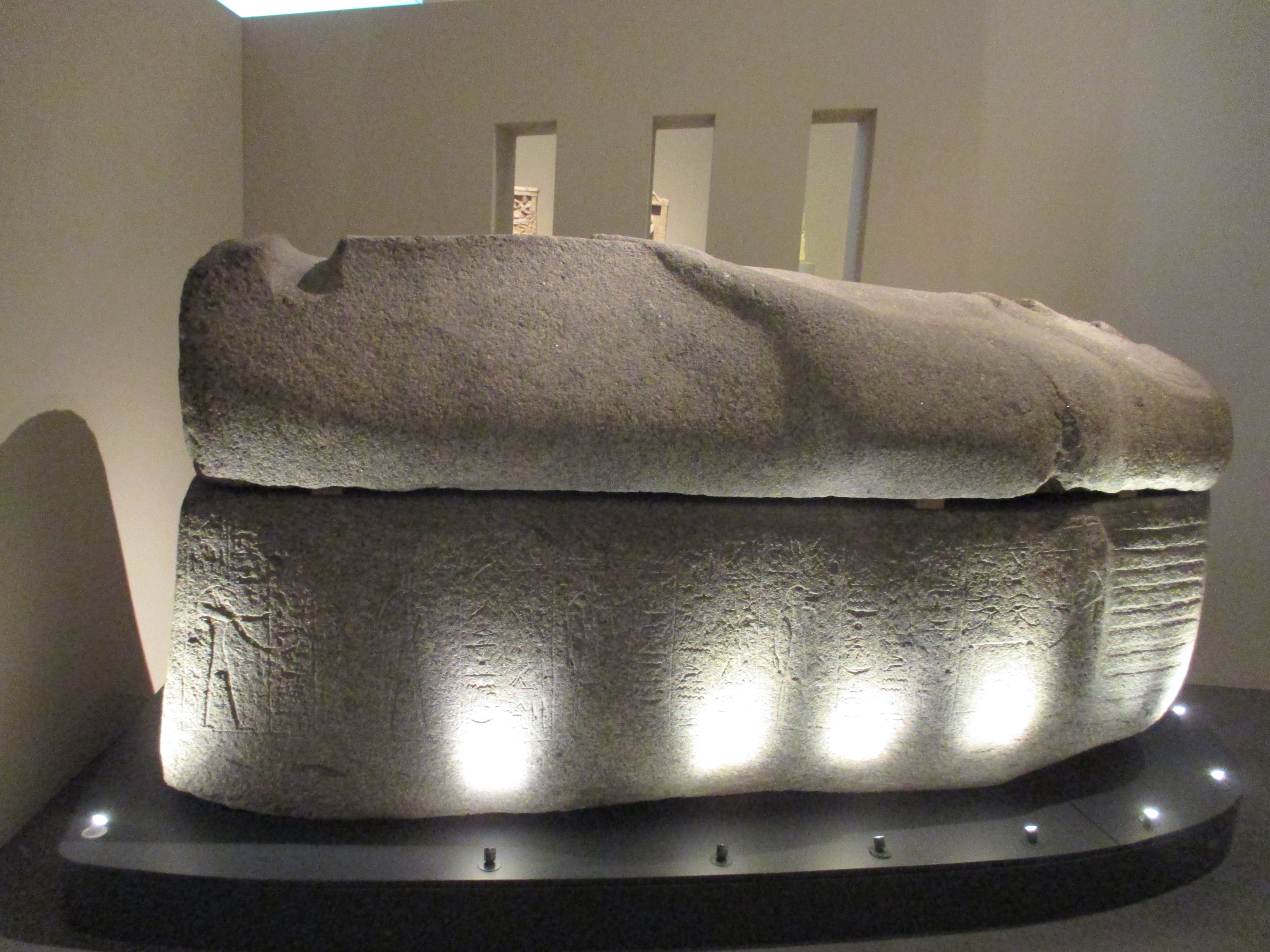
Sarkophag des Priesters Piay

Der massive Sarkophag des Piay aus Assuaner Rosengranit gehört zur ägyptischen Sammlung des Roemer- und Pelizaeus-Museums Hildesheim. Piay war in der Ramessidenzeit der 19./20. Dynastie Hohepriester und Vermögensverwalter für den Kult- und Wirtschaftsbetrieb des Totentempels Amenophis’ III. in Theben-West und des daran angegliederten Sokar-Heiligtums (Inventarnummer: PM 1887).

## Fundort
Gefunden wurde der Sarkophag in der thebanischen Nekropole Qurnet Murrai westlich des Tempel des Amenophis III. in einem Schachtgrab. Obwohl ein Foto die Bergung dokumentiert, ist der präzise Standort des Schachtgrabes nicht überliefert. Der Sarkophag wurde nach seiner Auffindung wie in der Antike hochgewunden und dann auf Rollen an den Nil befördert. Wilhelm Pelizaeus erwarb den Sarkophag im Frühjahr 1911 beim Service des Antiquités in Absprache mit Gaston Maspero, der ihn eigens zu diesem Zweck auf Pelizaeus’ Rechnung aus einem Schachtgrab in Theben-West (Qurnet Murai) bergen ließ. Den Hinweis auf das Objekt als für seine Sammlung geeignet verdankte Wilhelm Pelizaeus Georg Möller. Der Sarkophag traf rechtzeitig für die Eröffnung des Pelizaeus-Museums im Sommer 1911 in Hildesheim ein.

## Größe
Der Sarkophag ist 2,48 m lang, 1,08 m breit, 1,23 m hoch und hat ein Gewicht von 4,56 t.

## Beschreibung
Der Deckel zeigt keine Mumie, sondern den Toten in der Tracht der Lebenden, bärtig sowie mit langem Schurz und eckigem Vorbau. Die Perücke fällt bis auf die Schultern, die wie der gesamte Oberkörper nackt sind. Zu erkennen ist dies u. a. an der Muskulatur und dem freiliegenden Bauchnabel. Die Arme sind ausgestreckt und die Hände ruhen auf dem Schurz. Diese Geste ist auch von Statuen bekannt und wird als Betgestus gedeutet. Auf den Seiten der Sargwanne sind verschiedene Gottheiten dargestellt, die für den Schutz und die Unversehrtheit des Verstorbenen verantwortlich sind und ihn auf dem Weg ins Jenseits unterstützend begleiten. Am Kopfende ist Nephthys und am Fußende Isis abgebildet. Sie schützen den Sarkophag von Kopf bis Fuß. Rechts und links befinden sich die vier Horussöhne Amset, Duamutef, Kebechsenuef und Hapi sowie Thot mit Ibiskopf, der eine Standarte hält. Wie im Neuen Reich üblich fehlen die beiden Udjat-Augen als Schutzsymbol auch bei dieser Sarkophagdekoration nicht.